# Widford (Hertfordshire)
Widford – wieś w Anglii, w hrabstwie Hertfordshire. Leży 10 km na wschód od miasta Hertford i 38 km na północ od centrum Londynu.